# Lednica (potok)
Lednica je vodní tok na středním Pováží, protékající územím okresů Púchov a Ilava. Je to pravostranný přítok Váhu, měří 21,4 km a je  vodním tokem III. řádu. V okolí obce Lednica prořezává bradlové pásmo, v krajině přitom vystupují osamělé skupiny skalních bradel (Lednické bradlo na pravém břehu, na něm stojí zříceniny hradu Lednica a Lednické skalky na levém břehu). Na dolním toku (za obcí Lednické Rovne) teče souběžně s korytem Váhu na levém břehu, koryto toku se rozšiřuje a průtok vody snižuje.

## Pramen
Pramení v Bílých Karpatech na severozápadním svahu Kobylince (911,6 m n. m.) v nadmořské výšce cca (800 m n. m.), severozápadně od obce Lednica .

## Směr toku
Od pramene teče nejprve na severoseverovýchod, obloukem se následně stáčí na jihovýchod, za obcí Lednica teče východním směrem až k soutoku se Zubákem dále pokračuje severojižním směrem, v obci Dolná Breznica se znovu stáčí na jihovýchod a nakonecse v obci Lednické Rovne se výrazným obloukem stáčí na jihozápad, pod soutokem s Tovarským potokem už teče na jih.
Geomorfologické celky
- Bílé Karpaty, podcelek Kobylináč, část Hladké vrchy, podcelek Vršatské bradlá,
- Považské podolie, podcelek Ilavská kotlina.

## Přítoky
- zprava přibírá přítok ze severního svahu Kobylince, z oblasti Hlubokého, z jihovýchodního svahu Strachoňovce (786 m n. m.),z jihovýchodního svahu Krajčové hory (515,2 m n. m.), ze severovýchodního svahu Ostré hory (492 m n. m.), přítok pramenící západně od obce Lednické Rovne, Krivý potok, Kvašov a Tovarský potok
- zleva přítok z jihovýchodního svahu Hromádkové (761,9 m n. m.), ze severovýchodního svahu Hromádkovej, z jihozápadního svahu Kýčerky (782,1 mn. m.), dva přítoky z jižních svahů Zrnové (854,4 m n. m.), z oblasti Podbrezia, Zubák, dva přítoky z jižního svahu Dubového vrchu (490,7 m n. m.) a přítok z východního svahu Dubového vrchu.

## Ústí
Vlévá se do Váhu mezi osadou Savčina a obcí Košeca v nadmořské výšce přibližně (238 m n. m.)

## Obce
- Lednica
- Dolná Breznica
- Lednické Rovne
- okrajem Dulov